# Padderok-ordenen
Padderok-ordenen (Equisetales) er en monotypisk orden med kun én familie, nemlig den nedennævnte. Se nærmere beskrivelse under slægten Padderok.
| Familier |

- Padderok-familien (Equisetaceae)

| Portal | Portal:Botanik |